# Cidade na Mesopotâmia
A cidade surgiu na Mesopotâmia durante a segunda metade do IV milênio a.C., durante o Período de Uruque, como o ponto culminante dos primeiros assentamentos realizados durante o período Neolítico nas regiões vizinhas ( Síria, Anatólia, Levante, Zagros), seguidos por várias etapas locais do tipo proto-urbano (notavelmente o Período de Ubaide).
Desde então, a cidade ocupou um lugar privilegiado na mente dos antigos mesopotâmicos. Era o centro de sua civilização, que sempre se polarizou em torno de cidades de porte altíssimo para a época ( Uruque, Ur, Babilônia, Nínive ), que eram, ao mesmo tempo, centros políticos, religiosos e econômicos.

## Poderes na cidade mesopotâmica
A organização política e social das cidades mesopotâmicas é difícil de compreender na ausência de fontes explícitas. No entanto, vemos o poder exercido no espaço urbano em vários níveis.Na base da sociedade urbana está a família. Cada unidade familiar é dominada por um homem, que exerce autoridade patriarcal. No nível municipal, o poder é exercido por diversas figuras ou grupos. Quando magistrados urbanos aparecem nos textos, muitas vezes é difícil determinar sua função. O mais comumente mencionado é o chamado "prefeito", rabiānu(m) ou hazannu(m). Esta é uma função altamente controlada pelo poder real, que deve ratificar sua nomeação ou nomeá-lo diretamente. O "prefeito" desempenha o papel de intermediário entre o poder central e os moradores da cidade. 
O governo urbano também era assegurado por assembleias (em sumério, UKKIN, em acádio , puhru(m) ), que tinham uma função legal e também desempenhavam o papel de representar a comunidade perante o poder real. Elas parecem ser compostas por "anciãos" ( AB.BA, šibūtu(m) ), sem dúvida os chefes das famílias mais renomadas da cidade. Algumas cidades eram governadas por assembleias com poder particularmente significativo. 
No nível mais baixo, existem autoridades com prerrogativas mais limitadas. Comunidades artesanais são atestadas. Eles são organizados em torno de seu distrito comercial, o kārum, e liderados pelo "chefe dos mercadores" ( wakil tamkarim ), um agente do poder real servindo como intermediário com os mercadores. No período neobabilônico, os templos são dirigidos por uma assembleia ( kiništu ). Essas assembleias têm poderes judiciais e administrativos, limitados aos assuntos internos da comunidade. Vale também a pena mencionar o caso dos "bairros" ( babtu(m) ), que aparecem em textos, notadamente no Código de Hamurabi. Provavelmente, existiam assembleias nesse nível. 
No nível mais alto de poder está o rei. Ele se senta em palácios urbanos e, portanto, está diretamente presente nas capitais. Ele também delega seu poder aos governadores provinciais, que também têm seus palácios nas cidades. Van de Mieroop levantou a hipótese de que o crescente poder assumido pelo rei durante a história da Mesopotâmia teria resultado em seu distanciamento do nível urbano e, portanto, teria deixado mais autonomia aos poderes urbanos. 
Por fim, a cidade é um lugar de contrapoder. Textos mesopotâmicos nos relatam inúmeras revoltas lideradas por cidades contra o poder central, começando com aquela que viu muitas cidades no sul da Mesopotâmia se revoltarem contra Narã-Sim da Acádia. Essas revoltas podem ser motivadas pelo desejo de independência e geralmente ocorrem após uma conquista. É o caso das inúmeras revoltas de cidades na Babilônia nos séculos VIII-VIII contra o poder assírio, que tentou apaziguá-los concedendo isenções de impostos. As lutas também podiam vir de rivalidades de poder, e no contexto urbano a ação era tomada por meio de revoluções palacianas, como a que levou ao assassinato de Senaqueribe no templo de Nabu em Nínive. Pouquíssimos casos de revoltas populares são atestados. As causas exatas das revoltas (quem escolhe a qual campo se reunir, qual o papel das camadas mais baixas da população urbana) são frequentemente difíceis de aparecer, porque raramente são explicadas nos textos, ou apenas sob uma luz tendenciosa. 

### Informações gerais sobre a civilização mesopotâmica
- Joannès (dir.), Francis (2001). Dictionnaire de la civilisation mésopotamienne. Col: Bouquins (em francês). [S.l.]: Robert Laffont. DIC
- Margueron, Jean-Claude (2003). Les Mésopotamiens (em francês). [S.l.]: Picard. ISBN 2-7084-0693-0
- Bordreuil, Pierre; Briquel-Chatonnet, Françoise; Michel (dir.), Cécile (2008). Les débuts de l'histoire (em francês). [S.l.]: Éditions de la Martinière. DEB

### Arqueologia da Mesopotâmia
- Roger Matthews (2003). The Archaeology of Mesopotamia. Col: Approaching the Ancient World (em inglês). [S.l.]: Routledge. MAT
- Huot, Jean-Louis (2004). Une archéologie des peuples du Proche-Orient, 2 t. (em francês). [S.l.]: Errances. HUOT
- Potts, Daniel T. (2012). A Companion to the Archaeology of the Ancient Near East. Col: Blackwell companions to the ancient world (em inglês). [S.l.]: Blackwell Publishers. ARC

### Artigos introdutórios
- (en) Elizabeth C. Stone, « The Development of Cities in Ancient Mesopotamia », dans Jack M. Sasson (dir.), Civilizations of the Ancient Near East, New York, 1995, p. 235-248
- (en) Heather D. Baker, « Urban Form in the First Millennium BC », dans Gwendolyn Leick (dir.), The Babylonian World, New York, 2007, p. 66-77
- (en) Augusta McMahon, « Mesopotamia », dans Peter Clark (dir.), The Oxford Handbook of Cities in World History, Oxford, 2013, p. 31-48
- (en) Mario Liverani, « Stadt (city) », dans Reallexicon der Assyriologie und Vorderasiatischen Archäologie, vol. XIII, Berlin, De Gruyter, 2011-2013, p. 50-74
- (en) Mario Liverani, « Cities and villages », dans Laura Culbertson et Gonzalo Rubio (dir.), Society and the Individual in Ancient Mesopotamia, Boston et Berlin, De Gruyter, 2024, p. 3-35

### Estudos sobre cidades mesopotâmicas
- Huot, Jean-Louis; Thalmann, Jean-Paul; Valbelle, Dominique (1990). Naissance des cités. Col: Origines (em francês). [S.l.]: Nathan
- Marc Van de Mieroop (1997). The Ancient Mesopotamian City (em inglês). [S.l.]: Oxford University Press
- Maisons urbaines au Proche-Orient ancien. Col: Les dossiers d'archéologie n° 332 (em francês). [S.l.: s.n.] 2009. MAI
- Jean-Claude Margueron (2013). Cités invisibles (em francês). [S.l.]: Geuthner
- (en) Geoff Embeling, « Mesopotamian Cities and Urban Process, 3500-1600 BCE », dans Norman Yoffee (dir.), The Cambridge World History : Volume III: Early Cities in Comparative Perspective, 4000 BCE–1200 CE, Cambridge, 2015, p. 253-278
- (en) John M. Russell, « Assyrian Cities and Architecture », dans Eckart Frahm (dir.), A Companion to Assyria, Malden, Wiley-Blackwell, 2017, p. 423-452
- McMahon, Augusta (2020). «Early Urbanism in Northern Mesopotamia.». Journal of Archaeological Research (em inglês). 28: 289-337
- Baker, Heather D. (2023). «The Later Phases of Southern Mesopotamian Urbanism: Babylonia in the Second and First Millennium BC». Journal of Archaeological Research (em inglês). 31: 147-207